# Тевено, Лоран
Лора́н Тевено́ (фр. Laurent Thévenot; род. 1949) — французский экономист и социолог.

## Биография и карьера
Окончил Политехническую школу (1968) и Национальную школу статистики и экономического управления (ENSAE, 1973). Ведущий научный сотрудник Высшей школы социальных наук, с 1984 года — один из создателей в ней (вместе с Люком Болтански) исследовательской Группы социологии политики и морали.
Активно участвует в научной жизни России, печатается в российской научной периодике.

## Область научных интересов
Моральная и политическая социология, экономическая социология, социология науки, социология культуры, прагматический поворот в социальных науках.

## Труды
- Les catégories socioprofessionnelles. Paris: La Découverte, 1988 (в соавторстве с Аленом Дерозье[англ.])
- De la justification: les économies de la grandeur. Paris: Gallimard, 1991 (в соавторстве с Л. Болтански, англ. пер. — 2006, нем. и яп. пер. — 2007, рус. пер.: Критика и обоснование справедливости: Очерки социологии градов /Пер. c фр. О. В. Ковеневой. — М.: Новое литературное обозрение, 2013)
- Rethinking Comparative Cultural Sociology: Repertoires of Evaluation in France and the United States. Cambridge: Cambridge UP, 2000 (в соавторстве с Мишель Ламон)
- L’action au pluriel: sociologie des régimes d’engagement. Paris: La Découverte, 2006